# Kanton Grande-Synthe
Der Kanton Grande-Synthe ist seit 1982 ein französischer Wahlkreis im Arrondissement Dunkerque, in Département Nord und in der Region Hauts-de-France. 

## Gemeinden
Der Kanton besteht aus 14 Gemeinden und Gemeindeteilen mit insgesamt 57.014 Einwohnern (Stand: 1. Januar 2022) auf einer Gesamtfläche von 232,20 km²:
| Gemeinde               | Einwohner 1. Januar 2022 | Fläche km² | Dichte Einw./km² | Code INSEE | Postleitzahl                      |
| ---------------------- | ------------------------ | ---------- | ---------------- | ---------- | --------------------------------- |
| Bourbourg              | 6.958                    | 38,49      | 181              | 59094      | 59630                             |
| Brouckerque            | 1.454                    | 11,91      | 122              | 59110      | 59192                             |
| Cappelle-Brouck        | 1.157                    | 17,55      | 66               | 59130      | 59630                             |
| Craywick               | 770                      | 7,73       | 100              | 59159      | 59279                             |
| Drincham               | 282                      | 3,38       | 83               | 59182      | 59630                             |
| Dunkerque              | 218                      | 10,33      | 21               | 59183      | 59140, 59240, 59279, 59430, 59640 |
| Grande-Synthe          | 20.347                   | 21,44      | 949              | 59271      | 59760                             |
| Grand-Fort-Philippe    | 4.901                    | 3,13       | 1.566            | 59272      | 59153                             |
| Gravelines             | 11.451                   | 22,66      | 505              | 59273      | 59820                             |
| Looberghe              | 1.217                    | 19,55      | 62               | 59358      | 59630                             |
| Loon-Plage             | 5.995                    | 35,67      | 168              | 59359      | 59279                             |
| Pitgam                 | 992                      | 23,37      | 42               | 59463      | 59284                             |
| Saint-Georges-sur-l’Aa | 289                      | 8,13       | 36               | 59532      | 59820                             |
| Saint-Pierre-Brouck    | 983                      | 8,86       | 111              | 59539      | 59630                             |
| Kanton Grande-Synthe   | 57.014                   | 232,20     | 246              | 5920       | –                                 |

1. ↑   Nur der westliche Teil der Gemeinde, der Rest verteilt sich auf die Kantone Dunkerque-1 und Dunkerque-2.